# Jamestown Foundation
Джеймстаунский фонд (англ. The Jamestown Foundation) — американская неправительственная исследовательская организация, основанная в 1984 году. Исходно создавалась для работы с перебежчиками, особенно из числа дипломатов и интеллектуалов, их нормальной социализации в американское общество и благополучного существования. Основателями выступила группа чикагских бизнесменов совместно с представителями разведсообщества.
Своей миссией после распада СССР фонд называет «информирование разработчиков политики и более широкое политическое сообщество о событиях и тенденциях в тех обществах, которые стратегически или тактически важны для США и которые зачастую ограничивают доступ к такой информации».
Руководителем фонда стал Глен Ховард. В руководящий совет фонда вошли бывший советник президента США по национальной безопасности Збигнев Бжезинский и бывший директор ЦРУ Джеймс Вулси.

## Деятельность
Организация была основана в 1984 году при поддержке ЦРУ, так как некоторые перебежчики из стран советского блока выражали неудовлетворение тем, что их карьерные возможности ухудшились. Фонд возглавил вашингтонский юрист Уильям Геймер (William Geimer), при котором были опубликованы мемуары Аркадия Шевченко — полномочного посла Советского Союза, в 1978 году получившего гражданство США. Кроме того, были опубликованы мемуары Иона Пачепы — бывшего руководителя румынской разведки.
После распада СССР активность фонда снизилась, организация выпускала ежедневный бюллетень, посвящённый событиям на постсоветском пространстве. Активизация деятельности фонда началась с приходом к власти Джорджа Буша. В настоящее время фонд выпускает материалы:
- Еженедельник Chechnya Weekly — официальный бюллетень организации «Американский комитет за мир в Чечне» (филиала Freedom House) под председательством Збигнева Бжезинского и Александра Хейга.
- Бюллетень China Brief, выходящий два раза в месяц с июля 2001 года. Составитель — Артур Уолдрон (Arthur Waldron), член правления Freedom House. Также нерегулярно публикуется приложение North Korea Review, составляемое перебежчиком из КНДР Ил-Квоуг-Соном (Il-Kwawg Sohn).
- Бюллетень Terrorism Monitor, выходящий два раза в месяц. Составитель — Махан Абедин (Mahan Abedin), сотрудник Middle East Forum. В приложении Terrorism Focus представлены материалы Стивена Ульфа (Stephen Ulph), журналиста военно-промышленной медиагруппы Jane’s.
- Ежедневная газета Eurasia Daily Monitor, рассказывающая о событиях на постсоветском пространстве. В издании подвергается критике российская политика (в частности, деятельность Путина), а также освещаются «оранжевые революции». Составляется профессором Энн Робертсон (Ann Robertson).

## Критика
14 апреля 2006 года в Вашингтоне фонд провёл семинар «Кавказский фронт Садуллаева: перспективы нового Нальчика». Спустя 4 дня американскому послу в России Уильяму Бёрнсу в МИД России была вручена нота протеста.
27 ноября о предстоящей акции негативно отозвался член Совета Федерации России Исса Костоев, обвинив США в попытках дестабилизировать ситуацию на Кавказе:

Под видом «благотворительной» деятельности эти фонды проводят всевозможные семинары, открывают в регионах Северного Кавказа свои представительства. Подкармливая отдельных представителей, а точнее предателей народов Кавказа они, осуществляют подрывную деятельность. Они ловко манипулируют теми проблемами, которые сохраняются на Северном Кавказе еще с Советских времен. Пытаются раздуть межэтническую и межнациональную напряженность.
Костоев призвал все общественные и религиозные организации Ингушетии решительно пресекать инициативы фонда.
28 ноября 2007 года фонд провёл семинар под названием «Будущее Ингушетии», в котором принимали участие бывшие боевики Аслана Масхадова, один из них выступил с сообщением «Ингушский джамаат — новое лицо сопротивления на Северном Кавказе».
Российские власти выступили с резкой критикой мероприятия. МИД России назвал проведение семинара «антироссийской акцией»:

Прозвучавшие на семинаре рассуждения о том, что в Ингушетии якобы сложилась «революционная ситуация» и единственный, кто может «исправить ситуацию» — отряды боевиков во главе с известным своими злодеяниями полевым командиром Ахмедом Евлоевым (он же «Магас»), вообще граничат с призывами к насильственному свержению государственной власти в РФ.
В апреле 2020 года фонд был объявлен «нежелательной организацией» в России.